# 捷奧菲利夫卡 (伯沙德區)
48°29′2″N 29°48′29″E / 48.48389°N 29.80806°E
捷奧菲利夫卡（烏克蘭語：Теофілівка），是烏克蘭的村落，位於該國西南部文尼察州，由海辛區負責管轄，始建於1725年，面積22.62平方公里，海拔高度185米，2001年人口605，人口密度每平方公里26.75人。